# UK Health Security Agency
Die UK Health Security Agency (UKHSA) ist eine Regierungsbehörde des britischen Gesundheitsministeriums, des Department of Health and Social Care (DHSC) im Vereinigten Königreich. Sie ist zuständig für den Gesundheitsschutz und Infektionskrankheiten.
Gegründet wurde sie am 1. April 2021 und zum 1. Oktober 2021 voll funktionsfähig. Sie vereint Teile der früheren Public Health England (PHE), NHS Test and Trace sowie das Joint Biosecurity Centre (JBC).

## Kompetenzen
Die UK Health Security Agency ist zur Sicherung der öffentlichen Gesundheit zuständig für die
- intellektuelle,
- wissenschaftliche und
- operative Führung auf nationaler und lokaler Ebene sowie international.[1]

## Verantwortlichkeiten
Die UK Health Security Agency ist dafür verantwortlich, die Bevölkerung zu schützen vor den Auswirkungen von
- Infektionskrankheiten,
- chemischen,
- biologischen,
- radiologischen und nuklearen Vorfällen und
- anderen Gesundheitsgefahren.[1]

## Aufgaben
Das britische Gesundheitsministerium DHSC definierte im März 2021 folgende fünf Aufgabenbereiche der UK Health Security Agency:
- Vorbeugung – Vorausschauen und Maßnahmen ergreifen, um Infektionskrankheiten wie andere Gesundheitsgefahren vor dem Auftreten zu mindern (zum Beispiel durch Impfung und Verhaltensbeeinflussung),
- Erkennung und Überwachung von Infektionskrankheiten und anderen Gesundheitsgefahren, einschließlich neuartiger Krankheiten, neuer Umweltgefahren und anderer Bedrohungen durch erstklassige Gesundheitsüberwachung, Daten-Vernetzung, systematische Vorausschau und Frühwarnsysteme,
- Analyse von Infektionskrankheiten und anderen Gesundheitsgefahren, zur bestmöglichen Kontrolle und Reaktion, mittels koordinierter und intelligenter Datenanalyse, Modellierung und Bewertung von Interventionen auf der Grundlage fundierter Erkenntnisse und Weiterentwicklung der Wissensbasis,
- Reagieren – Ergreifung von Maßnahmen zur Eindämmung und Behebung von Infektionskrankheiten und Gesundheitsgefahren nach Auftreten, durch direkte Umsetzung, Unterstützung der Partner des Gesundheitssystems mit Rat und Methoden,
- Führung im Gesundheitsschutzsystem, Zusammenarbeit mit der gesamten Regierung, den dezentralen Verwaltungen und öffentlichen Gesundheitsbehörden für Schottland, Wales und Nordirland, lokalen Behörden, dem National Health Service (NHS) sowie Wissenschaft und Industrie, um mit Vorbereitung und Reaktion dem gesamten Spektrum der Gesundheitsgefährdungen wirksam zu begegnen, sowie das Gesundheitssystem und deren Arbeitskräfte zu unterstützen.[5]

## Hintergrund zur Gründung
Englands Gesundheitsminister Matt Hancock erklärte im Frühjahr 2021 zur Gründung der UK Health Security Agency, es werde eine Organisation benötigt, die sich voll auf die Prävention und Reaktion auf Pandemien, Infektionskrankheiten und externe Bedrohungen wie Bioterrorismus konzentriere. Damit wolle man für künftige Pandemien besser gerüstet sein. Das Vereinigte Königreich baue auf seinen „weltweit führenden“ Kapazitäten für Genom-Sequenzierung sowie dem neu aufgebauten „Test-and-Trace-System“ auf. Zuvor waren die Verantwortlichkeiten noch auf eine Vielzahl von Organisationen aufgeteilt.

## Vorläufer – Public Health England (PHE)
Public Health England (PHE) ging am 1. April 2013 in Betrieb. Ihre Aufgabe war es bis 30. September 2021, die Gesundheit und das Wohlbefinden des Landes zu schützen und zu fördern, sowie Ungleichheiten abzubauen. Die Direktionen waren verantwortlich für:
- „Health protection“ – Services für Gesundheitsschutz, Einführung und Etablierung international führender Verfahren,
- „Health improvement and population health“ – Entwicklung eines Gesundheitssystems und Unterstützung des National Health Service (NHS) für die bestmögliche Verbesserung der öffentlichen Gesundheit (Public Health),
- „Knowledge and intelligence“ – Bereitstellung eines international anerkannten, leistungsstarken wissenschaftlichen Forschungsbereichs, der Forschung, Statistik und Wissen umfasst,[6]
- „Operations directorate“ mit der Untereinheit „Microbiology services“ – Spezialisten und nationale wie internationale Referenz für Mikrobiologie, zugehörige Dienstleistungen mit regionalen Laboren, Netzwerk von Laboren zur Überwachung von Nahrung, Wasser und Umwelt, pharmazeutische Entwicklung und Produktion.

Geografisch umfasste ihr Verantwortungsbereich England, sie war in vier Regionen und 15 Zentren organisiert.